# Радио 1 Rock
Радио „1 Рок“  започва да излъчва на 1 август 2008 г. Станцията представлява разширение на наложения бранд Радио 1. Програмата е насочено предимно към мъжката аудитория на възраст над 25 години. 
Радио „1 Рок“ представя най-големите хитове в историята на рок музиката, като се придържа към мелодичното звучене на Classic Rock/Album-Oriented Rock и като правило не обхваща крайните стилове от рок жанра. Типични представители в програмата на радиото са Led Zeppelin, Deep Purple, Whitesnake, Metallica, Def Leppard, Guns and Roses и много други. Присъстват и много класически и съвременни български рок групи като ФСБ, Щурците, Тангра, Б.Т.Р., Odd Crew и много други.
Радио „1 Рок“ залага изцяло на музикална програма без прекъсвания от водещи и е предпочитана радиостанция от феновете на този жанр. Слоганът е „Едно рок радио“.
Станцията е част от най-голямата радиогрупата в страната „Фреш Медиа България“ АД (до 2018 г. Communicorp Group Ltd).
Програмата може да се слуша онлайн на уебсайта на радиото www.radio1rock.bg или чрез мобилните приложения на Радио 1 Rock.